# 교복 자율화
교복자율화(校服自律化)는 1983년 당시 문교부(현 교육부)가 중고등학생들이 교복 대신 자유롭고 간편한 복장을 할 수 있도록 한 제도를 말한다. 두발 자율화(1982년)와 함께 시행되었다.
자율화 이전에는 서울, 지방 구분없이 전국의 모든 중·고등학교가 동일한 디자인 (남자는 가쿠란, 여자는 세일러복 형태)의 교복을 입었으나, 학생 개개인의 개성과 자율성을 무시한다는 지적과 일제의 잔재 청산을 위한다는 목적으로 1982년 한 주에 한 번 (주로 토요일) 사복을 입을 수 있도록 조치하였으며, 1983년에는 교복을 입을 필요가 없도록 완전자율화를 시행하였다. 책가방의 모양도 자율화되었다.  일부 학교 예를 들면 여의도 중학교 남녀동복교복, 여의도 고등학교 여학생교복은 요즘 학생들이 입는 교복스타일이였음. 
자율화는 개성과 다양성을 존중하고 책임의식을 기르는 등 교육적인 효과에 대한 긍정적인 평가는 있었으나, 사복(私服)을 입음으로써 유해 환경의 노출로 인한 탈선 증가, 생활지도의 어려움, 빈부격차로 인한 위화감 조성, 사복 구입에 따른 가계 부담 증가 등 여러 사회문제가 발생한다는 여론으로 시행 3년 뒤인 1986년 3월부터 교복자율화를 폐지하고 교복착용을 부활하였다. 다만, 교복선택을 학교장 재량에 따르도록 하였다. 이후로 일부 학교가 교복을 선택하였고, 그 수가 점차 늘어나 1989년에는 전체 학교의 13% 정도, 1991년에는 전체의 절반 가량에 이르렀다. 이후 새로 등장한 교복들은 전처럼 디자인에 제한을 두지 않아 학교별로 모양이 다양해졌으나, 교복업체 사이의 경쟁으로 고급화되면서 학부모의 부담을 덜어주려는 취지와는 달리 고가(高價)의 교복이 문제가 되고 있다.

## 같이 보기
- 두발 자율화
- 교복